# Serriera
Serriera est une commune française située dans la circonscription départementale de la Corse-du-Sud et le territoire de la collectivité de Corse. Elle appartient à l'ancienne piève de Sia dont elle était le chef-lieu, dans les Deux-Sevi.

## Géographie

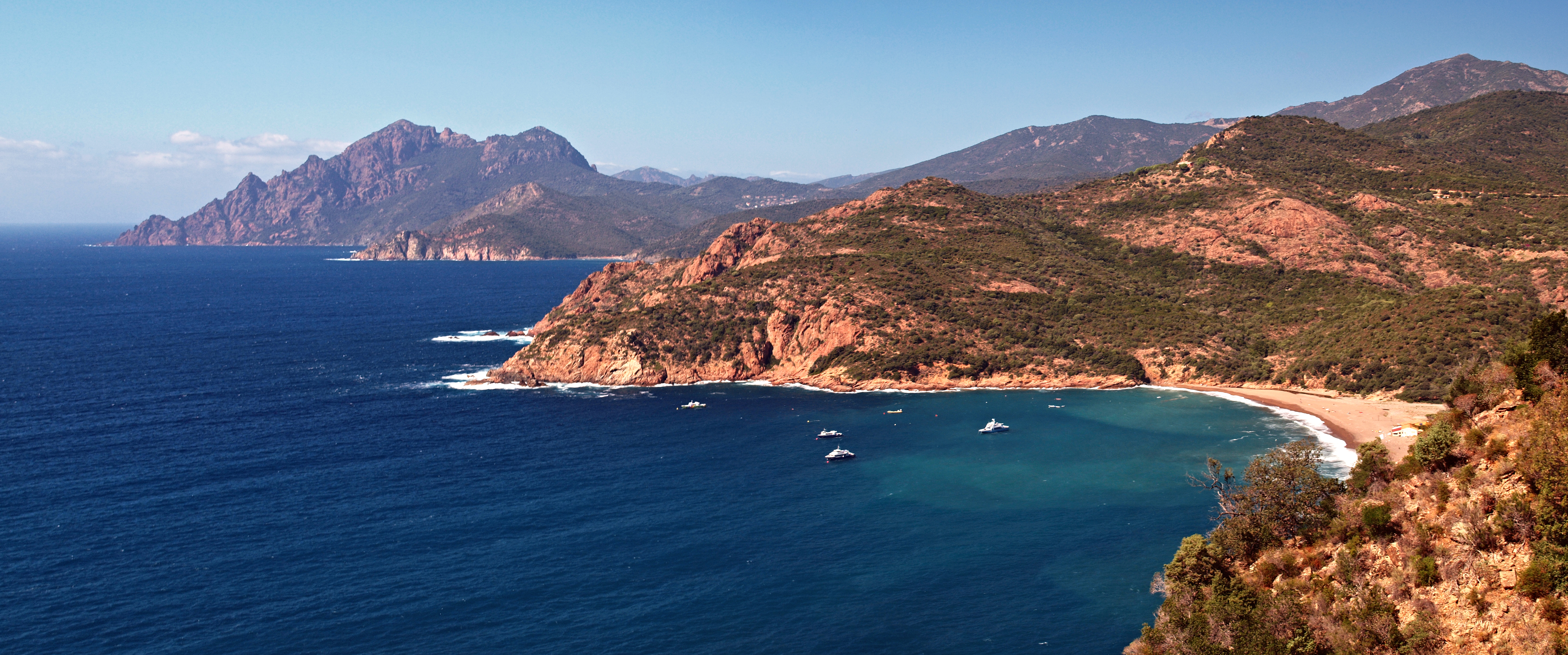
Littoral de la commune avec la plage de Bussaglia

### Situation
Serriera se situe au nord-ouest du département de la Corse-du-Sud, limitrophe de la commune de Manso en Haute-Corse, dans la microrégion Ouest Corse, dans l'ancienne pieve de Sevinfuori. C'est une commune adhérente au parc naturel régional de Corse, dans son « territoire de vie » Deux-Sevi.
Communes limitrophes

### Géologie et relief

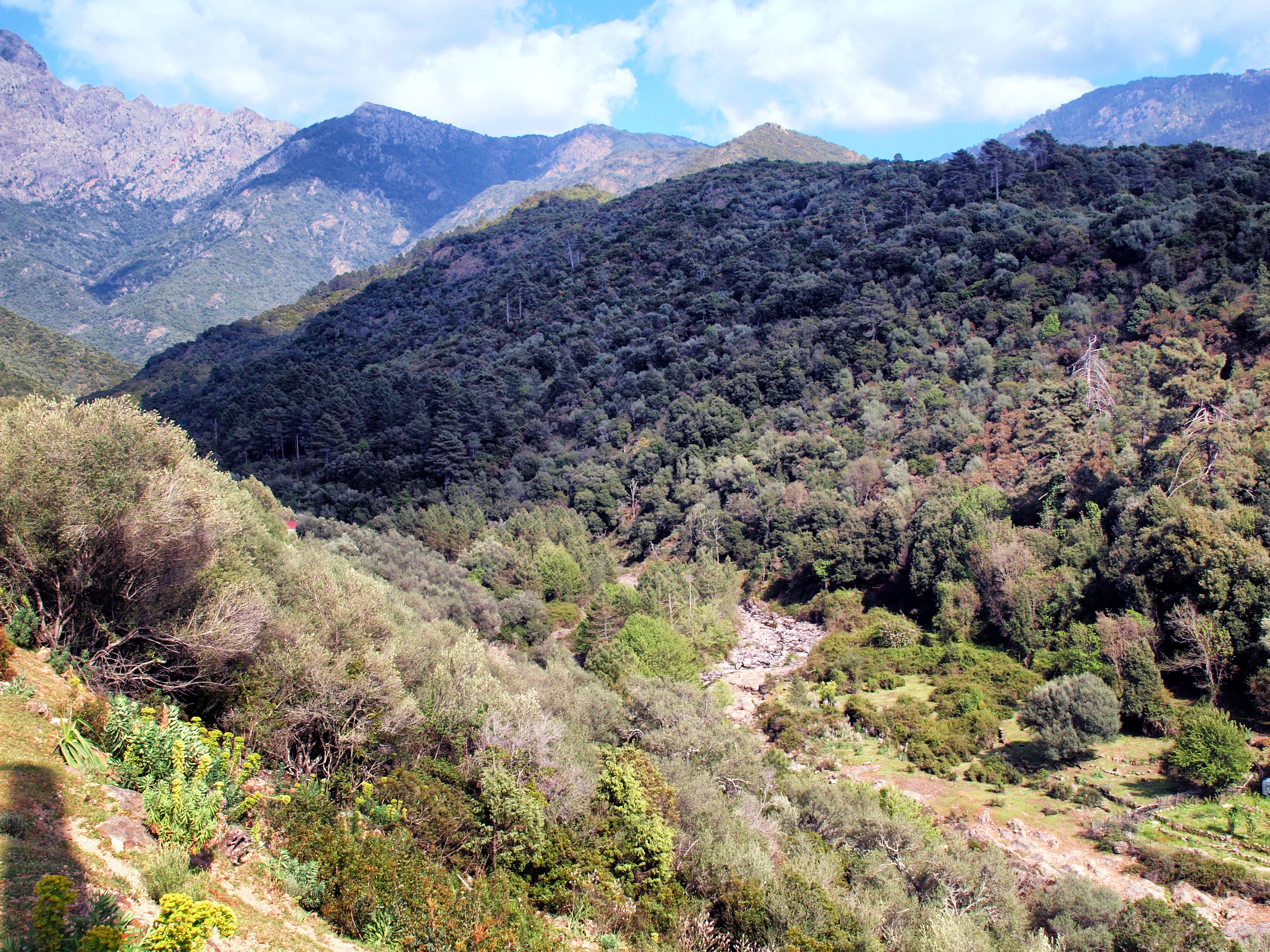
Vallon de Santa Maria

Serriera est dans le « Delà des Monts », ou Corse occidentale ancienne. Son territoire est composé de moyennes montagnes constituées de roches volcaniques faisant partie de l'ensemble appelé « Corse cristalline » à roches magmatiques qui couvre les deux tiers de l'île, à l'ouest de la ligne partant de Calvi et rejoignant Solenzara.
Commune du littoral, sa façade maritime au sud-ouest est constituée d'une grande partie de la plage de Bussaghia, avec, au sud, une petite portion de côte déchiquetée que surplombe la route D81.
Son territoire se compose de deux parties, séparées par une arête de montagnes quasi verticale, qui part de la Punta di Sant'Antone (928 m) située sur un chaînon secondaire s'articulant à Capu a e Ghiarghiole (2 105 m) sur la chaîne centrale de l'île. Cette arête comprend, en déclinant vers la confluence des ruisseaux de Vetricella et de Santa Maria, les sommets Capu di Pinetu (532 m) et Capu d'Orca (466 m).
La partie orientale, soit la majeure partie du territoire communal, est le bassin versant du ruisseau de Santa Maria. Cette zone est ceinturée, du nord au sud, par une ligne de crête démarrant de la Punta di Sant'Antone, et se dirigeant à l'ouest vers Capu a a Ghiallichiccia (1 619 m), Punta di a Scrucchiella (1 506 m), Capu a u Celu (1 596 m), puis au sud vers Capu a u Quercetu (1 256 m), Capu Acitoriu (1 149 m), Capu a Veta (1 282 m), et Capu San Petru (914 m). Elle comprend une petite zone urbanisée avec le village de Serriera, et ses hameaux du Pont de Serriera et de Traghino.
La partie occidentale est une portion du bassin versant oriental du ruisseau de Vetricella. Située au nord-ouest du village, elle est inhabitée depuis l'abandon du hameau de Pinetu en fin du XIXe siècle.

### Hydrographie
Le ruisseau de Vetricella (ou ruisseau de Calanche larghe en amont, sur Partinello) est le principal cours d'eau du territoire. Il prend sa source  à environ 750 m d'altitude, au sud-est de la Punta Salisei (911 m). Il délimite en partie les communes de Serriera et de Partinello. Il se jette à la mer, dans le golfe de Porto, au nord de la plage de Bussaglia appartenant à Partinello.
Son principal affluent est le ruisseau de Santa Maria, qui naît à environ 780 m d'altitude, sur les flancs méridionaux de la Punta di Sant'Antone (926 m). Le point de confluence se situe au lieu-dit Traghino, au sud-ouest du village, à 1,5 km distance orthodromique de l'embouchure. Le Santa Maria lui-même est alimenté par les eaux des ruisseaux de Contra (Y7901080), de Tarasca (Y7901140) et de Bonorca (Y7901200) et de leurs affluents.

### Climat et végétation
Commune du littoral occidental de l'île, située au fond du golfe de Porto, Serriera bénéficie d'un climat méditerranéen maritime aux écarts thermiques modérés. En hiver, il ne gèle que rarement sur le littoral ; en revanche la neige est quelquefois abondante sur les hauteurs.
L'été le pouvoir rafraîchissant de la montagne se ressent. Mais ce territoire ensoleillé est parfois soumis à de brusques variations thermiques et à des vents de sud-ouest dominant (libecciu) assez fréquents. Le ponente, vent d'ouest est moins actif sur la région pourtant ouverte sur l'ouest. Les automnes s'achèvent souvent par des pluies orageuses méditerranéennes.
La couverture végétale est remarquable. Sur le littoral, c'est une végétation typique du paysage méditerranéen, un maquis haut traditionnel, très dense, avec lentisques (u linstincu), genévriers cades (u ghjineperu), arbousiers (albitru), bruyères (a scopa), etc., dominé par des filaires mélangés à des chênes verts (a leccia) et des oliviers (l’ugliastru, l’olivu).
À l'étage de végétation méso-méditerranéen, le maquis est prédominant, composé majoritairement de bruyère (Erica arborea) et d'arbousiers (Arbutus unedo).
Dans les parties hautes, à l'étage supra-méditerranéen, le territoire présente de grands secteurs exempts de toute présence humaine, avec un couvert végétal composé principalement d'un manteau forestier important avec, au sud, la forêt territoriale de Sabinetu, et au nord-est, la forêt communale indivise d'Évisa, Ota, Serriera.

#### Forêt territoriale de Sabinetu
Forêt territoriale de la région « Plaines et Coteaux du Pays d'Ajaccio », à l'Inventaire forestier national, sous le code ONF : F24172R, et d'une superficie approximative de 4,7 km2, la futaie de (pins maritimes) de Sabinetu occupe environ 1/8 du territoire au sud-est de la commune. Elle est en partie en zone protégée : réserve intégrale de chasse. 210 ha de surface sont en réserve biologique intégrale, dans laquelle aucune intervention humaine n’est possible. La présence du mouflon de Corse y était signalée en 2004.
Sabineto est une ancienne forêt royale. Son nom est cité dans l'ordonnance no  10.422 du 12 décembre 1836 du Roi, qui approuve le procès-verbal en date du 20 septembre 1834, constatant la délimitation des forêts domaniales de Sia di Sabineto, de Sabineto, etc..
Les forêts royales devinrent nationales avec la Révolution, puis impériales dans la période napoléonienne, enfin, avec la Restauration, de nouveau royales. Elles seront soumises au régime forestier par décret du 19 mai 1857.
La loi du 22 janvier 2002 transfère le domaine forestier privé de l'État à la Collectivité territoriale de Corse, soit 55 000 hectares. Les forêts soumises sont les forêts publiques, forêts territoriales anciennes forêts domaniales, les forêts départementales et communales, soit celles relevant du régime forestier.

#### Forêt communale d'Évisa / Ota / Serriera
La forêt publique indivise d'Évisa / Ota / Serriera, s'étend sur Évisa et Serriera, sur les flancs méridionaux d'un chaînon secondaire s'articulant à Capu a e Ghiarghiole sur la dorsale centrale de l'île.
Cette forêt de conifères est fréquentée par le mouflon de Corse.

### Voies de communication et transports

#### Accès routiers
La commune est traversée par la D81, route reliant Calvi à Mezzavia (Ajaccio) via Porto et Sagone.
Le village de Serriera est situé à environ un kilomètre de la jonction des routes D81 et D524 ; cette dernière s'y termine en cul-de-sac.

#### Transports
Commune de Corse-du-Sud, Serriera est cependant plus proche des port, aéroport et gare de Calvi en Haute-Corse. Par route, Serriera est distant de :
- 64 km de l'aéroport de Calvi, l'aéroport le plus proche ; l'aéroport d'Ajaccio est à 89 km ;
- 70 km de la gare la plus proche, qui est la gare de Calvi ;
- 70 km du port de commerce de Calvi et à 85 km du port de commerce d'Ajaccio.

## Urbanisme

### Typologie
Au 1er janvier 2024, Serriera est catégorisée commune rurale à habitat dispersé, selon la nouvelle grille communale de densité à sept niveaux définie par l'Insee en 2022.
Elle est située hors unité urbaine et hors attraction des villes,.
La commune, bordée par la mer Méditerranée, est également une commune littorale au sens de la loi du 3 janvier 1986, dite loi littoral. Des dispositions spécifiques d’urbanisme s’y appliquent dès lors afin de préserver les espaces naturels, les sites, les paysages et l’équilibre écologique du littoral, tel le principe d'inconstructibilité, en dehors des espaces urbanisés, sur la bande littorale des 100 mètres, ou plus si le plan local d’urbanisme le prévoit.

### Occupation des sols
L'occupation des sols de la commune, telle qu'elle ressort de la base de données européenne d’occupation biophysique des sols Corine Land Cover (CLC), est marquée par l'importance des forêts et milieux semi-naturels (98,3 % en 2018), une proportion identique à celle de 1990 (98,3 %). La répartition détaillée en 2018 est la suivante : 
milieux à végétation arbustive et/ou herbacée (49,6 %), forêts (38,6 %), espaces ouverts, sans ou avec peu de végétation (10,1 %), zones agricoles hétérogènes (1,6 %), eaux maritimes (0,1 %). L'évolution de l’occupation des sols de la commune et de ses infrastructures peut être observée sur les différentes représentations cartographiques du territoire : la carte de Cassini (XVIIIe siècle), la carte d'état-major (1820-1866) et les cartes ou photos aériennes de l'IGN pour la période actuelle (1950 à aujourd'hui).

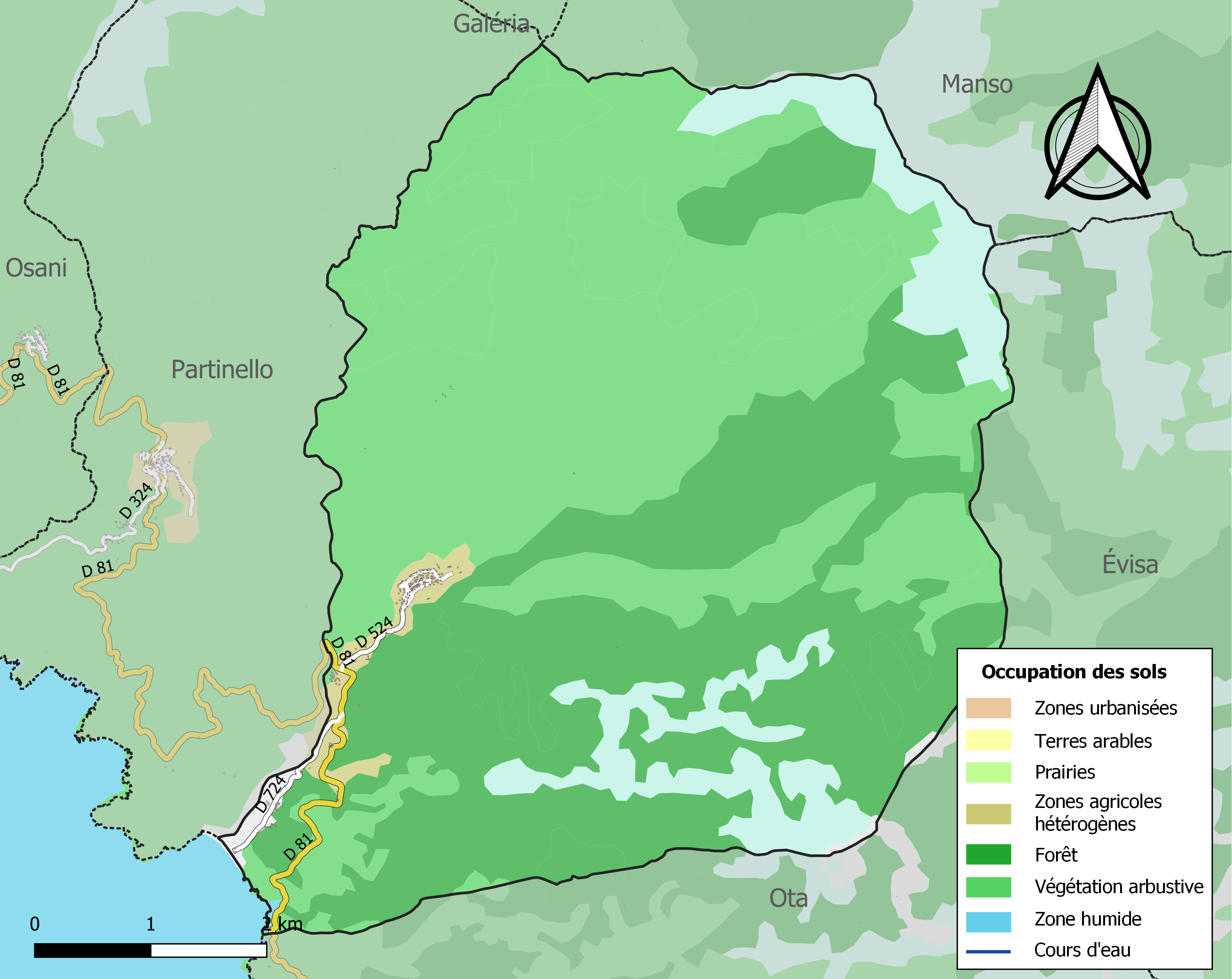
Carte des infrastructures et de l'occupation des sols de la commune en 2018 (CLC).
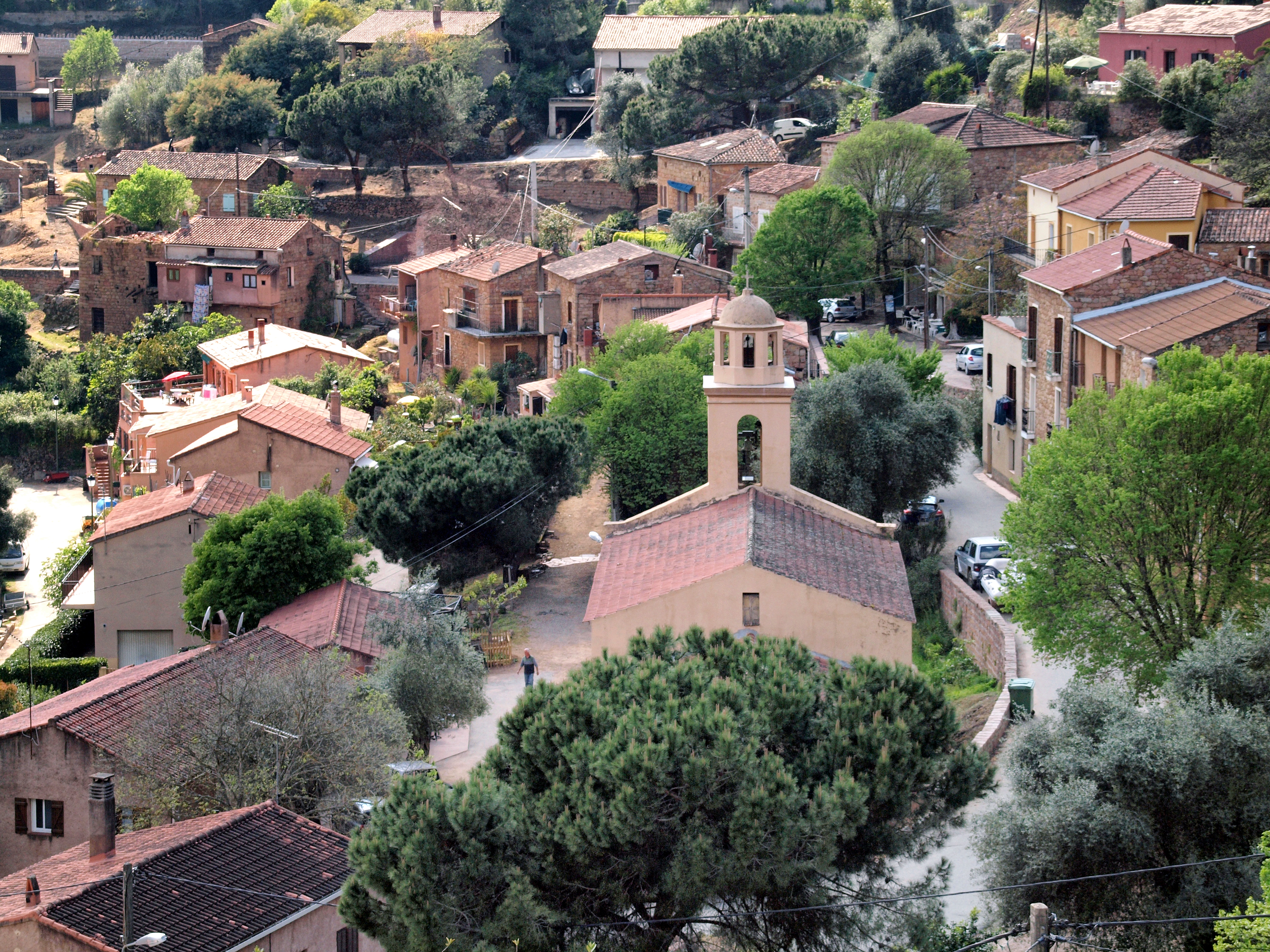
Le centre du village

### Pinetu
Pinetu était un hameau de Serriera, aujourd'hui ruiné. Cette communauté médiévale portait le nom de Pinito. Construit à l'abri au nord-ouest du Capu d'Orca (466 m), accessible depuis toujours par un sentier muletier, il a été abandonné en fin du XIXe siècle par son dernier habitant. Un établissement (snack-bar) sur la place de l'église tenu par une descendante du dernier habitant de Pinetu, porte l'enseigne « Le Pinito ».

### Serriera
Serriera est le seul village de la commune qui s'est développé après l'abandon de Pinetu en fin du XIXe siècle. C'est un village nouveau, aux habitations récentes. Son église Sainte-Marie a été construite de 1903 à 1926, au cœur du village.

### Traghino
Traghino (Trajinu en corse), est un hameau situé à environ 1,5 km au sud-ouest de Serriera, entre la route D81 et la D724 menant à la plage de Bussaghia. Traversé par le ruisseau de Vetricella, Traghino possède une remarquable piscine naturelle.

### Aghia Campana
Aghia Campana est le lieu-dit de Bussaghia (Bussaja en corse) où se termine la route D724. Les constructions qui s'y trouvent sont destinées au tourisme saisonnier (résidences locatives et commerces) en bordure de mer.

## Histoire
Serriera est une commune créée seulement en 1864.
Autrefois, son territoire faisait partie de l'ancienne pieve de Sia, devenue plus tard Siasalogna puis Sevinfuori, dans l'ancien diocèse de Sagone et dans l'ancienne province génoise de Vico.

### Moyen Âge
Le Sia a appartenu durant des siècles aux Seigneurs de Leca dont le dernier représentant était Giovan Paolo di Leca, décédé en 1515 à Rome. Leur domaine s’étendait du sud de Calvi jusqu'au nord de Propriano. Les Seigneurs de Leca se révoltèrent contre la domination génoise, durant une période dite « guerres des Cinarchesi », mais ils furent vaincus et massacrés.
Un document de 1485 témoigne de son occupation ; six villae sont mentionnées : Curzo, Vetrice, Pinito, Sia, Astica et Ota.
Pendant ces guerres, la pieve du Sia, comme entre autres celles voisines du Sevengrentu et du Salognu, était alliée à des chefs rebelles comme Ghjuvan’Paulu di Leca (fin du XVe siècle, début du XVIe siècle), qui étaient en résistance contre Gênes. Le Sia était souvent dévasté par les Génois et par les incursions turques, et les Siesi se regroupaient dans le seul village d’Ota.

« On ne rencontre aucun groupe d'habitations dans tout le pays qui s'étend de Sia à Otta, villages que les guerres anciennes et les incursions des corsaires ont fait complètement abandonner. Le pays produisait des céréales d'excellente qualité, du bétail et beaucoup de miel. »

— Agostino Giustiniani in Description de la Corse, traduction de Lucien Auguste Letteron in Histoire de la Corse Tome I, p. 56-57
Au début du XVe siècle, Rinuccio de Leca mis en prison par Vincentello d'Istria, s'évada quelques jours après ; irrité de l'affront qu'il avait reçu, il alla avec un certain nombre de partisans se fortifier à Monte Sanninco ; le Comte l'y poursuivit et l'en chassa.
Rinuccio se retira au castello des Rocche de Sia, et s'y retrancha plus fortement qu'il ne l'avait fait à Monte Sanninco. Révolté contre le Comte, il finit par passer un accord avec lui, et put ainsi rester aux Rocche de Sia sans être inquiété. Mais le Comte passa aux Rocche de Sia, dont il s'empara. Rinuccio, incapable de se défendre, se soumit et obtint son pardon. Emprisonné, il fut tiré de prison par le Comte qui le rétablit dans son premier état.
Vincentello fit reconstruire le château de Leca et fortifier les Rocche de Sia par Rinuccio, seigneur de Leca, qui restait néanmoins soumis à son autorité.
- Vers 1416, un nouveau gouverneur, Abramo de Campofregoso, fut envoyé en Corse au nom de la République. Passant dans le Delà des Monts, il s'empara de Cinarca, des Rocche de Sia, de Baricini, et se rendit maître de tout le territoire cinarchese sans rencontrer de résistance.
- 1417, Rinuccio de Leca, après avoir occupé les Rocche de Sia, soustrait les pièves de Sia, de Salogna et de Savendentro à l'obéissance de Branca d'Oria, lieutenant d'Abramo.
- 1454, Mannone de Leca, oncle de Raffaello de Leca, qui occupait en son nom le château des Rocche de Sia, entra en pourparlers avec Vincentello d'Istria, remit le castello entre les mains des Génois et alla faire sa soumission.

Raffaello de Leca alla lui-même assiéger les Rocche de Sia, que Giudicello d'Istria occupait au nom des Génois. Il était à peine devant le château que Girolamo de Savignone, envoyé par l'Office, arrivait à Calvi avec des troupes d'élite et des approvisionnements considérables. Il passa du côté des Rocche de Sia et battit l'armée de Raffaello.
Giovan Paolo di Leca, autre chef rebelle, 

« pour ne point exposer au même danger sa personne, sa femme et ses enfants, il envoya sa femme, qui était d'un caractère viril, avec ses enfants dans les Rocche de Sia, qui sont des montagnes difficiles non seulement à forcer, mais encore à gravir »

— Pier' Antonio Monteggiani in Chronique, traduction de Lucien Auguste Letteron in Histoire de la Corse Tome I, p. 400
La pieve de Sia relevait de l'évêché de Sagone, au revenu de cinq cents ducats environ et qui comprenait douze pièves : Pino en Balagne, Olmia ou Calenzana, Chiomi, Armito, Sia, Salogna, Paomia, Vico, Cinarca, Sorno in sù, Cruzini et Sevendentro. Dans le Delà des Monts, l'évêché possédait huit pièves, dont Sia.

### Temps modernes
- 1503 - Le capitaine génois Antonio Spinola, ayant reconnu que, pendant la révolte de Rinuccio Della Rocca contre les Protecteurs de St-Georges, les populations des pièves de Niolo, de Sia, de Sevidentro, de Sorroinsù et de Cruzini étaient hostiles aux Génois, dépeupla tous ces pays[15].
- 1515 - Giovan Paolo di Leca décède à Rome. C'est la fin du fief féodal des Leca.
- Vers 1520, la pieve de Sia qui était formée par la vallée du Porto, était inhabitée à cause à la fois, de son dépeuplement décidé par l'Office de Saint Georges car ses habitants ne s'étaient pas soumis à la Seigneurie des Leca, et des raids des corsaires. Serriera n'existait pas. Ota, avec environ 250 habitants, était le seul lieu habité[16].
- 1584, afin d'échapper aux attaques des barbares, les habitants de la côte abandonnent leurs riches et opulents villages au sol fertile pour se retirer dans des montagnes arides et stériles. C'est la cause de la famine qui régna dans l'île ces années là.

« Voici, en commençant par le Delà des Monts, les noms des villages qui furent abandonnés : Campo dell'Oro, Casabuona, Cauro, Piaggia del Frasso, Piaggiuola, Taravo, le Canne, Baraggi, Tavaria, Conca, Bisoggeni, Pallaggio, Sorgeni, l'Olmeto, Ficari, Capo di Bonifazio, Freto, Piccovaglia, Sito di Portovecchio, Foni, l'Isola de' Corsi, San Cipriano, Ventiseri, le Fiume del Solagio, le Trave, Cavo dell'Oro, Favone, Favoncino, Agriata, une partie d'Ostricone, Sia, Marzolino, Luzzipeo et Galeria »

|Anton Pietro Filippini in Chronique, traduction de Lucien Auguste Letteron in Histoire de la Corse Tome III, p. 343
Au début du XVIIIe siècle, Serriera n'était pas un lieu encore habité. Dans un rapport rédigé par l'abbé Francesco Maria Accinelli à la demande par les Génois, il est écrit : « Giurisditione di Vico : [...] Pieve di Siasalogna distrutta : Otta 76. Piane 187. Paomia de Greci 626. »
- 1768 - La Corse passe sous administration militaire française.
- 1771 - Les anciennes pièves de Sia et de Salogna sont fusionnées pour former la piève de Sevinfuori. Sevinfuori comprenait les communautés d'Ota, Porto, Serriera, Piana et Partinello.
- 1789 - La Corse fait partie du royaume de France.
- 1790 - Peu après la Révolution française, le département de Corse est créé.
- 1793 - La Corse est divisée en deux départements : El Golo (l'actuelle Haute-Corse) et Liamone (l'actuelle Corse-du-Sud).
- 1864 - La commune nommée Serriera est créée, en même temps qu'Osani et Partinello, avec des terrains cédés par Évisa et Ota[17]. Serriera se trouve dans le canton d'Évisa, dans l'arrondissement d'Ajaccio et dans le département de Corse.

### Époque contemporaine
- 1954 - Le canton d'Évisa comprend les communes de Cristinacce, Évisa, Marignana, Osani, Partinello et Serriera.
- 1973 - Serriera se trouve dans le nouveau canton des Deux-Sevi (chef-lieu Piana).
- 1975 - La Corse est à nouveau divisée en deux départements, Haute-Corse) et Corse-du-Sud). Serriera se retrouve dans celui de Corse-du-Sud.

## Politique et administration

### Liste des maires
| Période    | Période  | Identité        | Étiquette | Qualité       |
| ---------- | -------- | --------------- | --------- | ------------- |
| avant 1988 | ?        | Guillaume Leca  |           |               |
| 2001       | En cours | Barthélemy Leca | DVG       | Fonctionnaire |

## Population et société

### Démographie
L'évolution du nombre d'habitants est connue à travers les recensements de la population effectués dans la commune depuis 1866. Pour les communes de moins de 10 000 habitants, une enquête de recensement portant sur toute la population est réalisée tous les cinq ans, les populations de référence des années intermédiaires étant quant à elles estimées par interpolation ou extrapolation. Pour la commune, le premier recensement exhaustif entrant dans le cadre du nouveau dispositif a été réalisé en 2005.

En 2022, la commune comptait 115 habitants, en évolution de −7,26 % par rapport à 2016 (Corse-du-Sud : +7,61 %, France hors Mayotte : +2,11 %).
| 1866 | 1872 | 1876 | 1881 | 1886 | 1891 | 1896 | 1901 | 1906 |
| ---- | ---- | ---- | ---- | ---- | ---- | ---- | ---- | ---- |
| 275  | 227  | 358  | 382  | 408  | 477  | 463  | 485  | 480  |

| 1911 | 1921 | 1926 | 1931 | 1936 | 1946 | 1954 | 1962 | 1968 |
| ---- | ---- | ---- | ---- | ---- | ---- | ---- | ---- | ---- |
| 407  | 317  | 343  | 307  | 190  | 207  | 186  | 140  | 136  |

| 1975 | 1982 | 1990 | 1999 | 2005 | 2006 | 2010 | 2015 | 2020 |
| ---- | ---- | ---- | ---- | ---- | ---- | ---- | ---- | ---- |
| 128  | 111  | 106  | 106  | 114  | 111  | 118  | 123  | 120  |

| 2022 | - | - | - | - | - | - | - | - |
| ---- | - | - | - | - | - | - | - | - |
| 115  | - | - | - | - | - | - | - | - |

### Sports

#### Randonnées
La commune est traversée par le sentier de grande randonnée Tra mare e monti nord, depuis Partinello à l'ouest (70 m), jusqu'à Ota au sud (914 m), après avoir emprunté la forêt territoriale de Sabinetu et longé sa zone protégée.
Existe le gîte d'étape L'Alivi au village de Serriera.

## Culture locale et patrimoine

### Lieux et monuments
- Monument aux morts.
- Fontaine au centre de Serriera[21]

#### ÉgliseSainte-Marie
Comme la plupart des maisons du village, l'église Sainte-Marie (Santa Maria) est de construction récente (1903 - 1926 comme gravé sur la sa façade principale). Elle présente des murs sans décors et un clocher carré à trois étages, encastré dans la façade principale, et surmonté d'un petit lanternon.

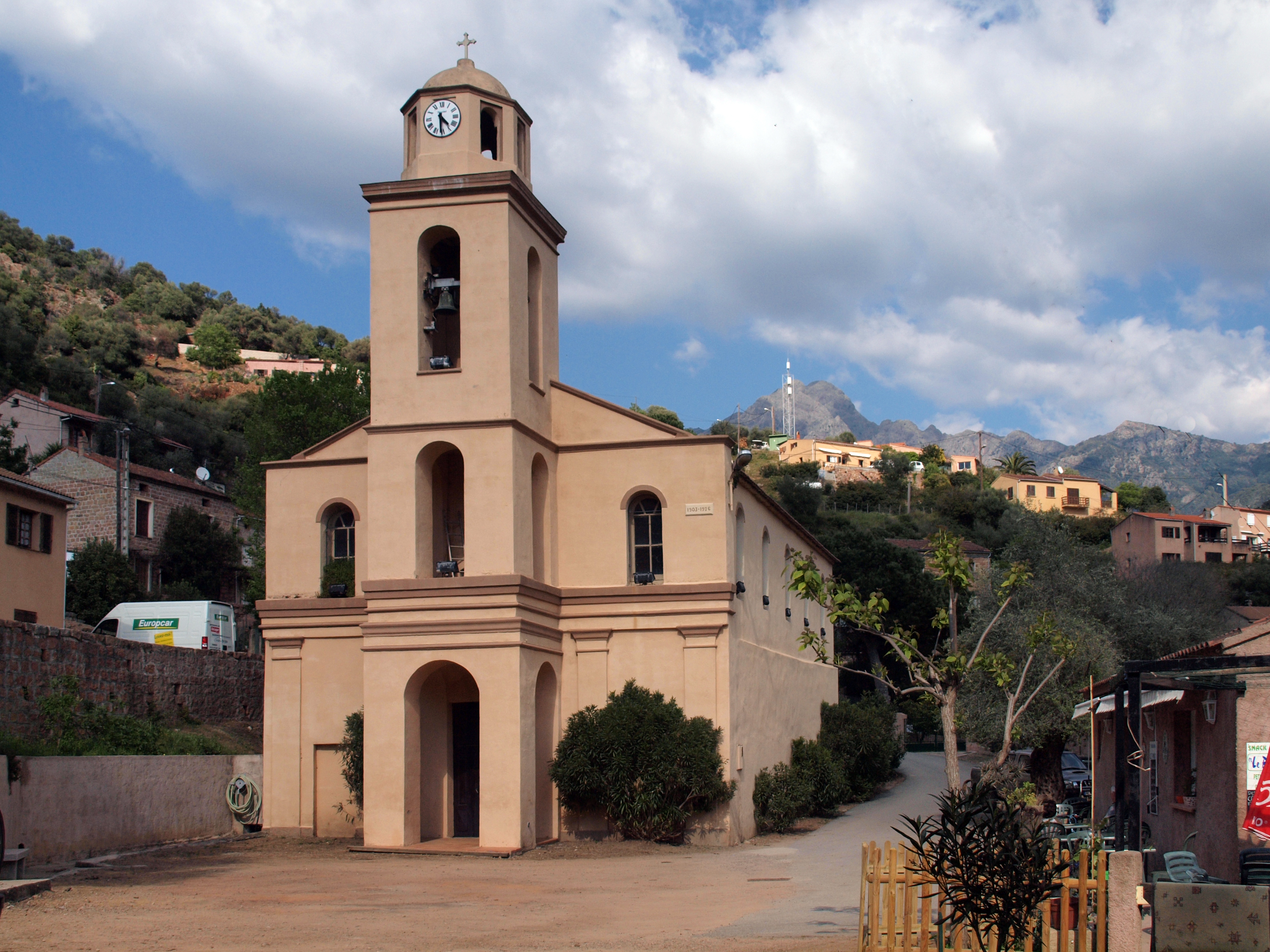
Église Sainte-Marie
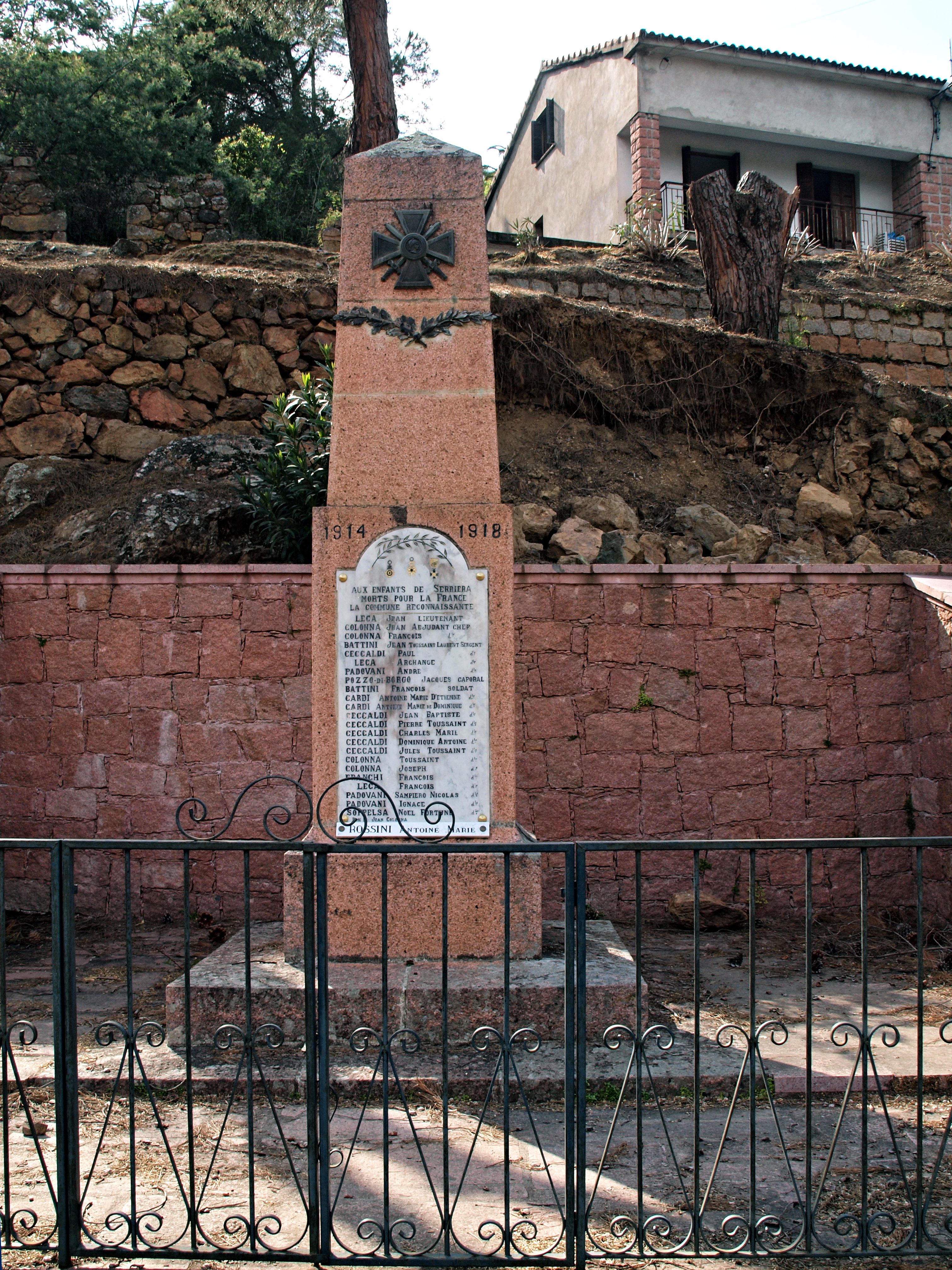
Monument aux morts
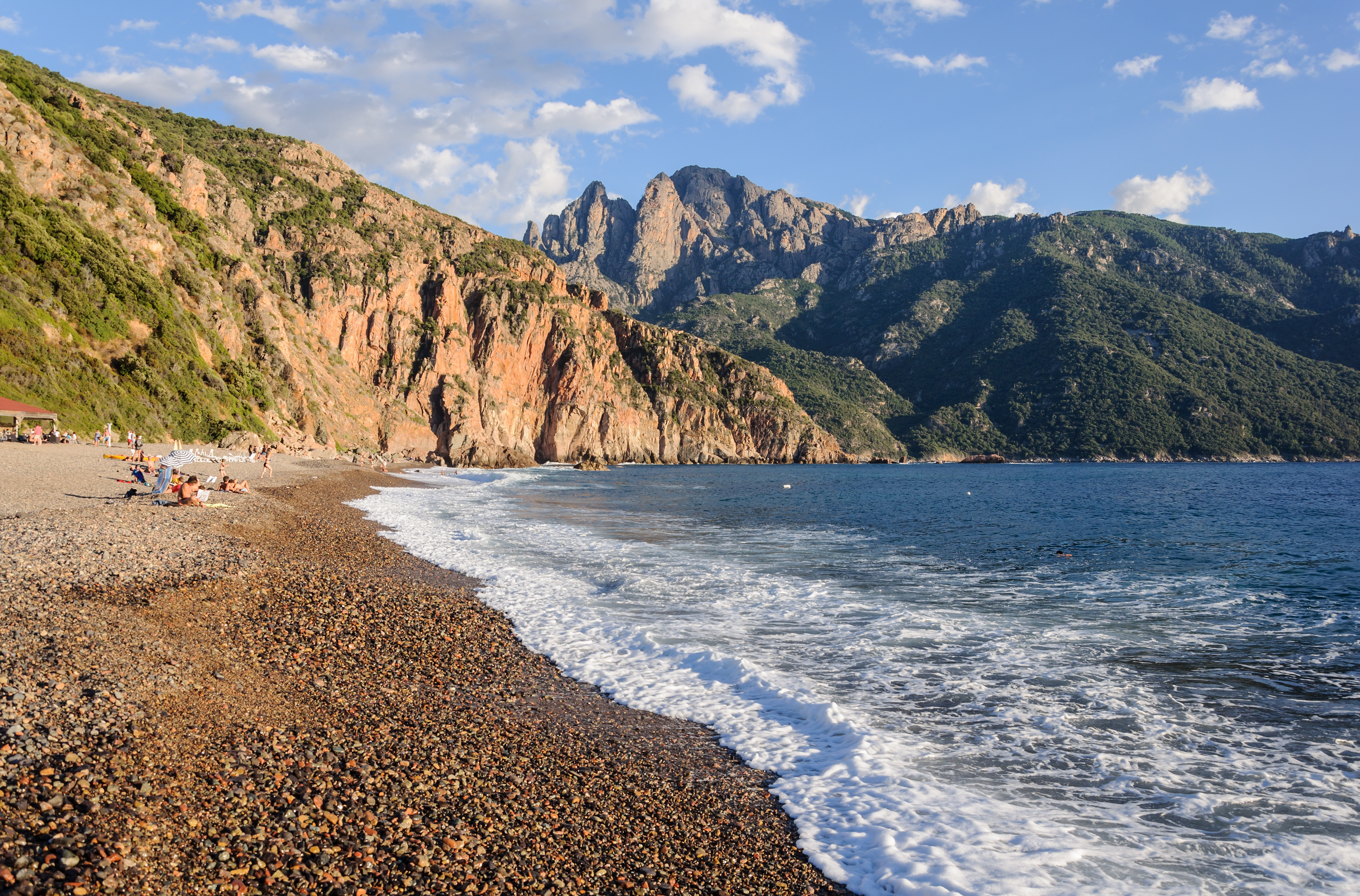
Plage de Bussaglia (sud)
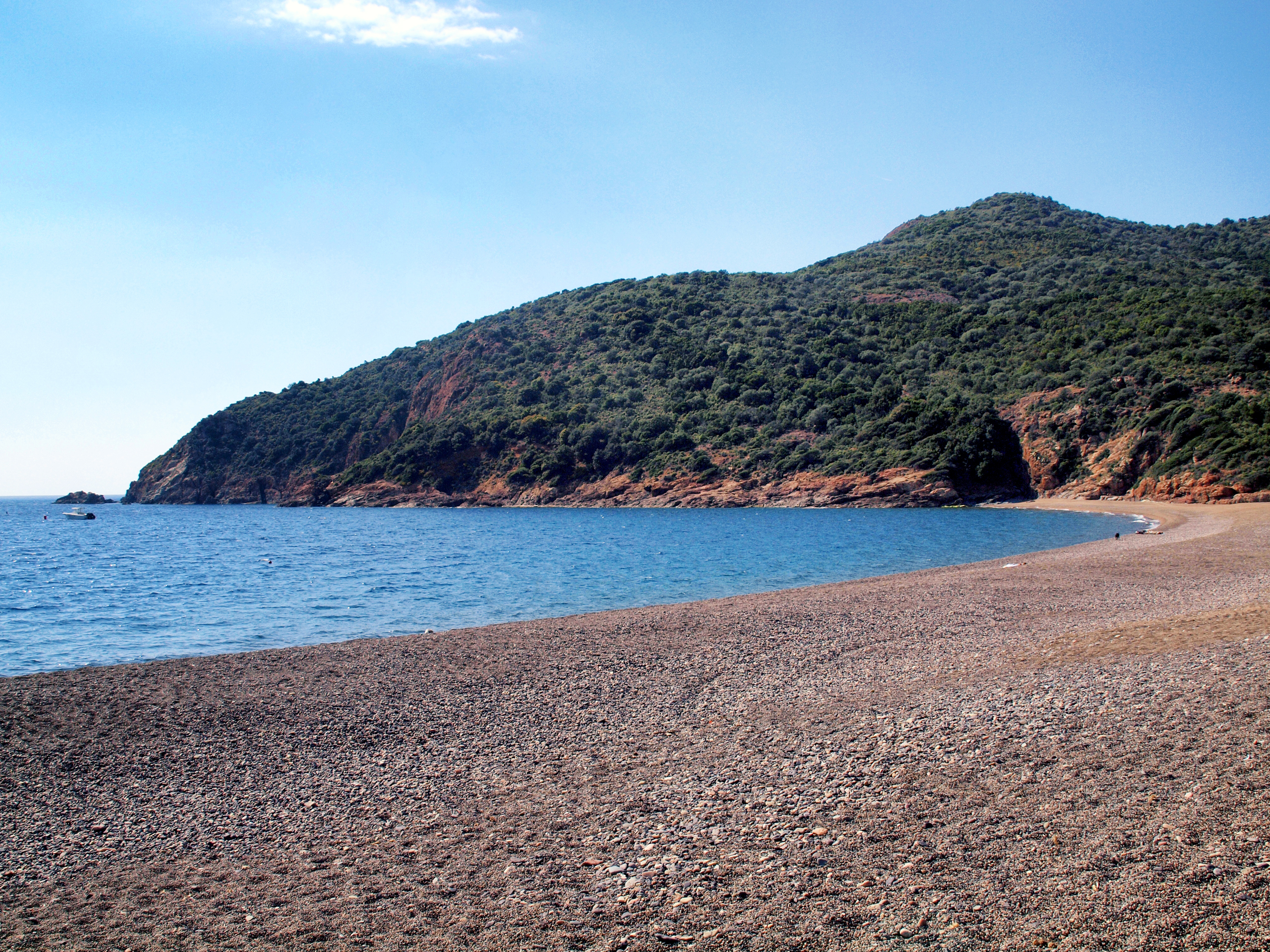
Plage de Bussaglia (nord)

### Patrimoine naturel

#### Parc naturel régional
Serriera est une commune adhérente au parc naturel régional de Corse, dans son « territoire de vie » appelé Centre Corse.

#### Réserve biologique intégrale
Sabinetto
Cet espace protégé d'une superficie de 210 ha, a été créé le 13 juin 1984 sur la commune.

#### ZNIEFF
La commune est concernée par quatre zones naturelles d'intérêt écologique, faunistique et floristique de 2e génération :
Capu Seninu et côte ouest du nord de Bussaghia
La ZNIEFF couvre 1 163 ha des territoires des communes de Serriera, Osani et Partinello.
Les aspects remarquables, tant paysagers qu’écologiques, de ce site jouxtant la réserve naturelle de Scandola sont attestés par la présence de 2 sites Natura 2000 désignés au titre de la Directive européenne « Oiseaux » et de la Directive européenne « Habitats ».
Cet espace protégé recèle 28 espèces déterminantes de batraciens, l'Euprocte de Corse (Euproctus montanus (Savi, 1838)) et la Rainette sarde (Hyla sarda (De Betta, 1857)), d'oiseaux, tous reproducteurs, et de plantes dont deux espèces endémiques strictes : Erodium corsicum Léman, 1805 (Érodium de Corse, Bec-de-grue de Corse) et Seseli praecox (Gamisans) Gamisans, 1985 (Seseli précoce).
La zone est reprise à l'Inventaire national du patrimoine naturel sous la fiche ZNIEFF 940013121 - Capu Seninu et côte ouest du nord de Bussaghia.
Forêt de Lonca-Lindinosa
La zone couvre une superficie de 2 111 ha des communes d'Évisa, Ota et une infime surface (environ 11,5 ha) de Serriera. L'intérêt de cette forêt de conifères porte sur l'espèce déterminante Ovis gmelini musimon (Pallas, 1811) ou mouflon de Corse, mais aussi sur des espèces d'insectes, d'arachnides, d'insectes, de reptiles, de mammifères et d'oiseaux.
Réfection et mise aux normes DFCI de la piste Serriera-forêt territoriale de Lonca.
Un projet concernant la commune de Serriera consistant en la réfection de la piste DFCI Serriera-forêt territoriale de Lonca, longue de 13 km et seul
accès au massif de Lonca, a été inscrit au plan de protection rapprochée PRMF Lonca Aîtone.
Station de Seseli praecox de Porto-marine de Bussaghia
Cette petite zone couvre 33 ha des communes d'Ota et de Serriera. Elle recèle une espèce déterminante, la Seseli précoce (Seseli praecox (Gamisans) Gamisans, 1985). À ce titre, elle est reprise à l'Inventaire national du patrimoine naturel sous la fiche ZNIEFF 940013120 - Station de Seseli praecox de Porto-marine de Bussaghia.

#### Natura 2000
Serriera fait partie de cette vaste zone d'une superficie de 50 227 ha remarquable par ses côtes rocheuses et fonds marins formant un ensemble unique en Europe, et ses richesses floristiques et faunistiques.
Sites d'Intérêt Communautaire (Dir. Habitat)
Porto/Scandola/Revellata/Calvi/Calanches de Piana (zone terrestre et marine)
Le SIC de la directive "Habitats, faune, flore", Porto/Scandola/Revellata/Calvi/Calanches de Piana est un ensemble de côtes rocheuses et de fonds marins remarquables dont l'intégrité est unique en Europe. Elle s'étend sur une superficie de 50 227 ha, et est particulièrement fragile du fait d'une pression humaine estivale non négligeable.
Le site est inscrit à l'Inventaire national du patrimoine naturel sous la fiche FR9400574 - Porto/Scandola/Revellata/Calvi/Calanches de Piana.
Zone de Protection Spéciale (Dir. Oiseaux)
Golfe de Porto et presqu'île de Scandola
La ZPS couvre une superficie de 25 576 ha de cinq communes de Corse-du-Sud : Osani, Ota, Partinello, Piana et Serriera, et de deux communes de Haute-Corse : Calenzana et Galéria.
Le golfe de Porto au sens large, abrite des espèces de Balbuzard pêcheur (entre 50 et 70 % des effectifs français reproducteurs), le Cormoran huppé de Méditerranée (plus de 15 % de la population française et plus de 1 % de la population mondiale), la Fauvette sarde (espèce endémique) ainsi que le Faucon pèlerin, et une espèce non mentionnée à l'annexe 1 de la directive oiseaux, le Pigeon biset, rare en France mais bien représentée.
La zone est inscrite à l'Inventaire national du patrimoine naturel sous la fiche FR9410023 - Golfe de Porto et presqu'île de Scandola.

#### Conservatoire du littoral
Site naturel protégé de Bussaglia

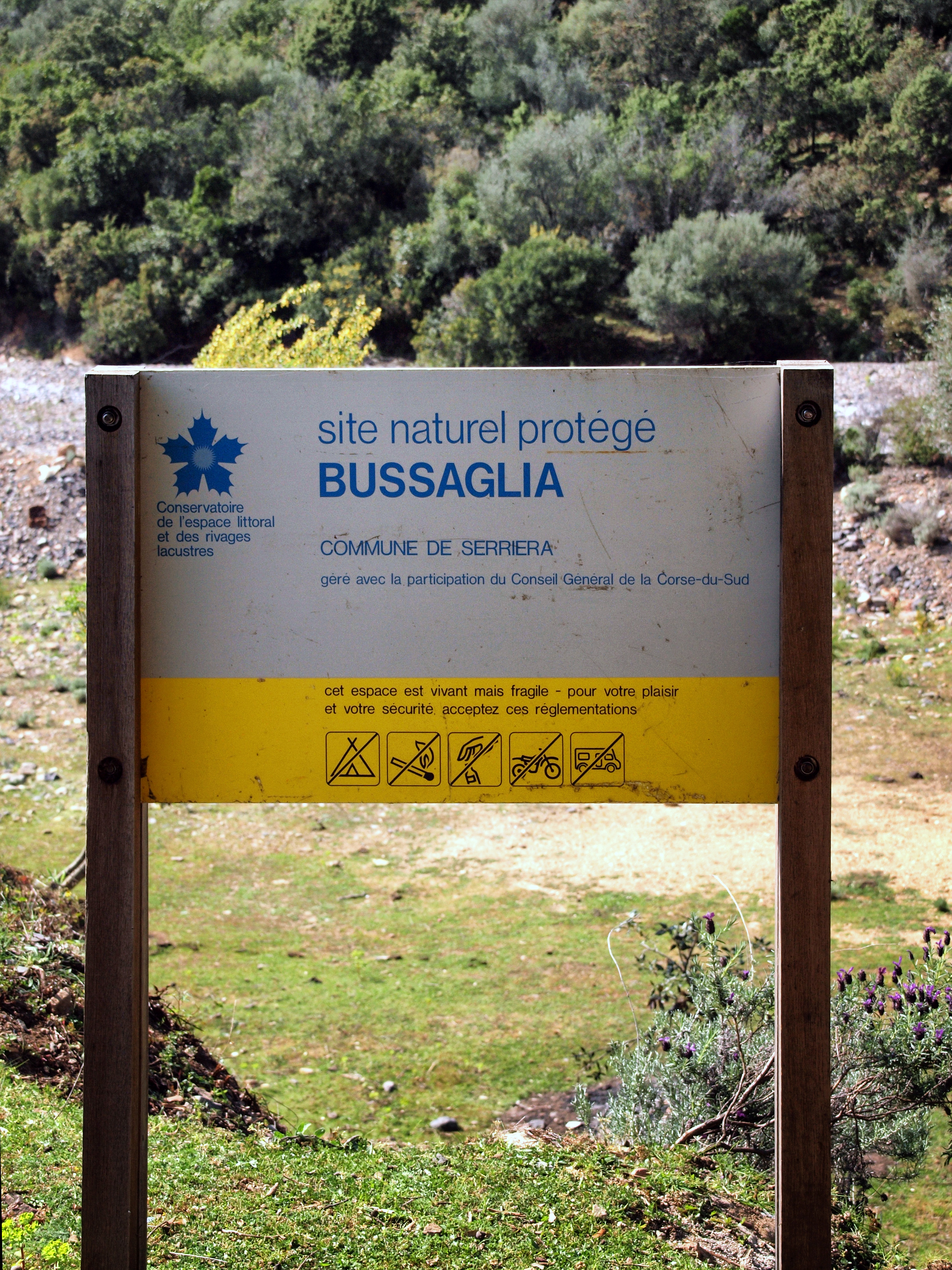
Site de Bussaglia.

Le site est composé de deux parcelles acquises par le Conservatoire du littoral en arrière de la plage de Bussaghia (ou Bussagglia ou Bussaja), sur la commune de Serriera, proche de l'embouchure du ruisseau de Vetricella. Il couvre une surface de 70 ha.
La plage de Bussaglia et son côté naturiste est inscrite au Petit naturiste français.

### Personnalités liées à la commune
- Guillaume Leca, ancien maire de Serriera durant 24 ans, jusqu'à l’âge de 74 ans. Il s’était fait connaître pour son engagement dans le mouvement nationaliste des années 1970  (PPCA, PPC.) et dans la défense du tourisme corse.
- Bonaventure Leca, ancien maire d'Issy-les-Moulineaux.
- André Santini, maire d'Issy-les-Moulineaux, ancien député, ancien secrétaire d'État à la fonction publique, agrégé de droit